# 뉴욕 엑셀시어
뉴욕 엑셀시어(영어: New York Excelsior, NYXL)는 오버워치 리그에 참가 중인 e스포츠 팀으로 현재 대서양 컨퍼런스 북부지구 소속이다. 2017년 10월 30일에 창단되었으며 선수단 전원이 한국인으로 구성된 팀으로 2020 시즌부터 해머스타인 볼룸을 홈 구장으로 사용할 예정이다.

## 역사

### 출범 시즌
출범 시즌 2스테이지와 3스테이지에서 연달아 우승을 차지하는 등 정규시즌 40경기에서 34승 6패·리그 1위·대서양 컨퍼런스 1위라는 압도적인 성적으로 가뿐하게 플레이오프 진출 티켓을 확보했다. 그러나 필라델피아 퓨전과의 플레이오프 준결승 시리즈 D 1차전에서 0-3으로 완패했고 이어 벌어진 2차전에서도 2-3으로 석패하면서 출범 시즌 그랜드파이널 진출에 실패했고 최종 순위에서도 3위를 기록하며 시즌을 마쳤다.

### 2019 시즌
2019 시즌에서도 정규시즌 28경기에서 22승 6패·리그 3위·대서양 컨퍼런스 1위로 8강 플레이오프 진출에 성공했다. 이후 디펜딩 챔피언 런던 스핏파이어와의 8강 플레이오프에서 4-1로 승리를 거두었고 4강 플레이오프에서도 애틀랜타 레인을 4-2로 꺾으면서 승자 결승전에 올랐지만 승자 결승에서 밴쿠버 타이탄즈와 풀세트까지 가는 접전 끝에 3-4로 아쉽게 무릎을 꿇고 패자 결승에서도 샌프란시스코 쇼크에게 패하며 2018 시즌에 이어 또 다시 그랜드파이널 문턱에서 주저앉았다.

## 주요 성적
- 오버워치 리그 출범 시즌 스테이지 2 우승
- 오버워치 리그 출범 시즌 스테이지 3 우승
- 오버워치 리그 출범 시즌 플레이오프 최종진출전
- 오버워치 리그 2018 시즌 정규시즌 우승
- 오버워치 리그 2019 시즌 플레이오프 최종진출전

## 선수단

### 코칭스태프
- 감독 : 이주협
- 코치 : 김건용 손영우
- 분석 : 정용철

### 선수
| 이름   | 아이디 | 포지션 | 비고           |  |
| ------ | ------ | ------ | -------------- |  |
| 임영우 | flola  | DPS    | 메인,서브 딜러 |  |